# Волынский, Александр Моисеевич
Александр Моисеевич Волынский — советский хозяйственный, государственный и политический деятель.

## Биография
Родился в 1905 году в Херсоне. Член КПСС с 1937 года.
С 1934 года — на хозяйственной, общественной и политической работе. В 1934—1973 гг. — заместитель начальника цеха строительства «Азовстали», начальник конторы механизации треста «Дзержинскстрой», главный инженер треста «Мосстрой», управляющий трестом «Донмашстрой», заместитель командующего 5-й сапёрной армией, заместитель начальника строительства магистралей НКВД СССР, начальник строительства «Закавказметаллургстроя», управляющий трестом «Днепропетровскстрой», управляющий трестом «Кавказсвинецстрой», заместитель министра строительства предприятий металлургической и химической промышленности Казахской ССР, заместитель, 1-й заместитель,
председатель СНХ Южно-Казахстанского экономического района, 1-й заместитель председателя Государственного планового комитета СМ Казахской ССР, начальник Главного управления проектных организаций Государственного комитета по делам строительства при СМ Казахской ССР.
Умер в 1973 году.